# Olympische Winterspiele 1998/Teilnehmer (Kirgisistan)
| Gelbes Symbol für Goldmedaillen mit stilisierten Olympischen Ringen | Graues Symbol für Silbermedaillen mit stilisierten Olympischen Ringen | Braundes Symbol für Bronzemedaillen mit stilisierten Olympischen Ringen |
| ------------------------------------------------------------------- | --------------------------------------------------------------------- | ----------------------------------------------------------------------- |
| —                                                                   | —                                                                     | —                                                                       |

Kirgisistan nahm an den Olympischen Winterspielen 1998 im japanischen Nagano mit einem Athleten teil.
Es war nach 1994 die zweite Teilnahme Kirgisistan an Olympischen Winterspielen.

## Flaggenträger
Der Biathlet Alexander Tropnikow trug die Flagge Kirgisistans während der Eröffnungsfeier im Olympiastadion.

## Teilnehmer nach Sportarten

### Biathlon
| Athleten            | Wettbewerbe  | Zeit        | Fehler | Rang |
| ------------------- | ------------ | ----------- | ------ | ---- |
| Männer              |              |             |        |      |
| Alexander Tropnikow | 10 km Sprint | 31:55,8 min | 4      | 65   |
| Alexander Tropnikow | 20 km Einzel | 1:01:17,7 h | 2      | 36   |